# Со Ганджун
Со Ганджун (кор. 서강준, англ. Seo Kang Joon; род. 12 октября 1993, Кунпхо, Кёнгидо, Южная Корея) — южнокорейский актёр, модель, певец. Лидер, вокалист и танцор в бой-бенде 5urprise (서프라이즈).+

## Биография
Настоящее имя И Сын Хван (кор. 이승환), наиболее известен как Со Ганджун, участник группы 5urprise. Родился в Кёнгидо, Южная Корея. Окончил среднюю школу Sanbondong.
Дебютировал как модель в 2010—2011 г. для каталогов, участвовал в показах моды на подиуме.
Как актёр, дебютировал в 2013 году в дораме «Увидимся после школы».
Агентство: Fantagio Entertainment.

#### Факты
У него была привычка смотреть фильмы перед сном. Вследствие этого появился интерес к актерской деятельности.
Есть две кошки: Сунчжа и Учжу.
В свободное время любит играть в теннис, гольф, на фортепиано, а также заниматься верховой ездой.
Сакагути Кэнтаро — японская модель, привлек к себе достаточно много внимания пользователей интернета, благодаря его поразительной схожести с южнокорейским актером Со Ганджуном.

## Фильмография

#### Фильмы
- 2013 — Murder in Hanylchzhu / Убийство в Ханыльчжу
- 2014 — My love, my bride / Моя любовь, моя невеста
- 2015 — Inner beauty / Внутренняя красота

#### Дорамы
- 2013 — After School Bokbulbok
- 2013 — Green Scalpel / Зелёный скальпель (12-й эпизод)
- 2013 — The Strange Housekeeper / Странная экономка
- 2013 — Drama Festival — Haneuljae’s Murder
- 2014 — Cunning Single Lady / Пронырливая дамочка
- 2014 — Drama Special — Bomi’s Room (камео)
- 2014 — What’s With This Family / Что за семейка?
- 2014 — The Best Future
- 2015 — Splendid Politics / Впечатляющая политика
- 2016 — Cheese In Trap / Сыр в мышеловке
- 2016 — Entourage / Антураж
- 2018 — Are You Human Too / Ты тоже человек?
- 2018 — The Third Charm / Третье очарование
- 2019 — Watcher / 왓쳐 / Наблюдатель
- 2020 — When the Weather Is Fine / 날씨가 좋으면 찾아가겠어요 / Я вернусь, если (когда) будет хорошая погода

#### ТВ-шоу
- 2012 — To the Beautiful You / Для тебя во всём цвету
- 2014 — Roommates / Соседи по комнате
- 2014 — All right, roommates / Все в порядке, соседи по комнате

#### Музыкальные клипы
- 5urprise — «From My Heart» (2014)
- Ailee and 2LSON — «Re;code Episode 5 — I’m in Love» (2014)
- Hello Venus — Would You Stay For Tea? (2013)

## Фотосессии
- Seo Kang Joon для ONE Magazine January 2016
- Seo Kang Joon для GEEK February 2016
- Seo Kang Joon для Nylon February 2016
- Seo Kang Joon для CeCi March 2016
- Seo Kang Joon для Harper’s Bazaar March 2016
- Seo Kang Joon для Grazia March 2016
- Seo Kang Joon для CeCi March 2016 Extra
- Seo Kang Joon для Marie Claire January 2016 Extra
- Seo Kang Joon для W Korea April 2016
- Seo Kang Joon для 10Star April 2016
- Seo Kang Joon для W Korea April 2016 Extra
- Seo Kang Joon для Luel May 2016
- Seo Kang Joon для Elle November 2016
- Seo Kang Joon для GQ November 2016
- Seo Kang Joon для Arena Homme Plus Korea December 2016

## Награды
- 2014 — 7th Korea Drama Awards: Best New Actor (Cunning Single Lady)
- 2015 — 8th Korea Drama Awards: Hot Star Award (Splendid Politics)